# Loxoptygus erlangeri
Loxoptygus erlangeri är en spindelart som först beskrevs av Embrik Strand 1906.  Loxoptygus erlangeri ingår i släktet Loxoptygus och familjen fågelspindlar.
Artens utbredningsområde är Etiopien. Inga underarter finns listade i Catalogue of Life.